# Iveco 180
L'IVECO 180 est un camion polyvalent lourd, porteur ou tracteur de semi-remorques, fabriqué par le constructeur  italien IVECO de 1980 à 1985. Ce véhicule est surtout destiné au marché intérieur italien. Il succède au Fiat 170.

## Histoire
En 1980, la demande croissante de puissance des pays au relief difficile, dont l'Italie en est un exemple majeur, oblige IVECO, la marque qui s'est substituée à Fiat V.I. en 1975 sur toutes les calandres des véhicules, à fournir des véhicules adaptés à la nouvelle règlementation italienne sur les charges autorisées pour les poids lourds.
La mise en vigueur du nouveau code de la route italien a fait passer la charge à l'essieu double de 10 à 12 tonnes avec un rapport minimal de 8 Ch par tonne, soit, pour un camion 4x2 : 18 tonnes de PTC, un 6x2/2 : 24 tonnes, un 6x4 : 30 tonnes et 33 tonnes comme "mezzo d'opera" (camion de chantier homologué) et 44 tonnes pour un semi-remorque avec un tracteur 4x2 et une semi à 3 essieux à l'italienne ou 56 tonnes en "mezzo d'opera" avec un tracteur 6x4 et une semi à 2 essieux.
La gamme lancée en 1975 des Fiat 170/190 était surtout destinée aux transports longs trajets par semi-remorques. La version "170" pour les pays comme l'Italie ou l'Allemagne avec une charge à l'essieu de 12 tonnes et la version "190" pour la France ou les Pays-Bas avec une charge à l'essieu de 13 tonnes. En Italie, il fallait donc renforcer l'offre avec un camion lourd répondant strictement aux critères législatifs, une version porteur équipée pour être transformée en 6x2/2 avec un moteur de 240/260 Ch non turbocompressé. Ce nouveau modèle inaugure une nouvelle génération de cabine, la T-range, dérivée de celle des Fiat 170/190, avec le logo IVECO bien mis en évidence au centre de la calandre. Les premières séries garderont les marques FIAT, UNIC, OM ou Magirus, en bas à droite de la calandre. Le pare-brise est plus haut et reçoit deux essuie-glace de dimensions très importantes au lieu des trois balais sur les 170/190 précédents.
La gamme suivante, lancée en 1985, comptera tous ses modèles équipés uniquement de moteurs turbocompressés et conserveront la cabine type "T Range", baptisée IVECO TurboTech et TurboStar pour couvrir la tranche lourde de transport de 18 à 44 tonnes.

## L'IVECO 180 en synthèse
- moteur Fiat 6 cylindres en ligne 8210.02 de 13 798 cm3 de cylindrée développant la puissance de 260 Ch à 2.200 tr/min avec un couple impensable de 990 N m à 900 tr/min. Aucun autre camion au monde n'a disposé d'un moteur disposant d'autant de couple à ce régime.
- moteur Fiat-Iveco 6 cylindres turbo en ligne 8220-22 de 9 572 cm3 de cylindrée développant la puissance de 240 Ch à 1.200 tr/min avec un couple de 853 N m à 1.200 tr/min. Cette motorisation est apparue en 1983.

### Caractéristiques techniques
- PTAC : sur porteur 4x2 : 18 t plus remorque 3 essieux de 15,0 t.
- PTAC : sur porteur 6x2 : 3e essieu arrière orientable et relevable, 24,0 t plus remorque 3 essieux de 12,5 t, soit un ensemble routier de 32,5 tonnes.
- PTRA tracteur semi remorques : version 180T : 32,5 t.

Comme d'habitude à l'époque en Italie, comme dans bien d'autres pays, les carrossiers spécialisés transforment les camions porteurs 4x2 en 6x2 avec l'adjonction d'un essieu autodirecteur et relevable à l'arrière, pour devenir un 6x2/2. À partir de 1983, le constructeur lance une version déjà équipée d'un troisième essieu, la gamme Iveco 220/240.
Progressivement, à partir de 1982, le logo IVECO au centre de la calandre restera seul. Les petits écussons des marques en bas à droite disparaissent totalement.